# Synema anatolica
Synema anatolica es una especie de araña del género Synema, familia Thomisidae.

## Distribución
Esta especie se encuentra en Macedonia del Norte, Bulgaria, Turquía e Irán.

## Taxonomía
Fue descrita por Demir, Aktaş & Topçu en 2009.
Tratamiento taxonómico
La especie aparece registrada y publicada en A new species of the genus Synema Simon, 1864 (Araneae: Thomisidae) from Turkey. Biológia (Bratislava) 64: 742–744.